# Prensilidad

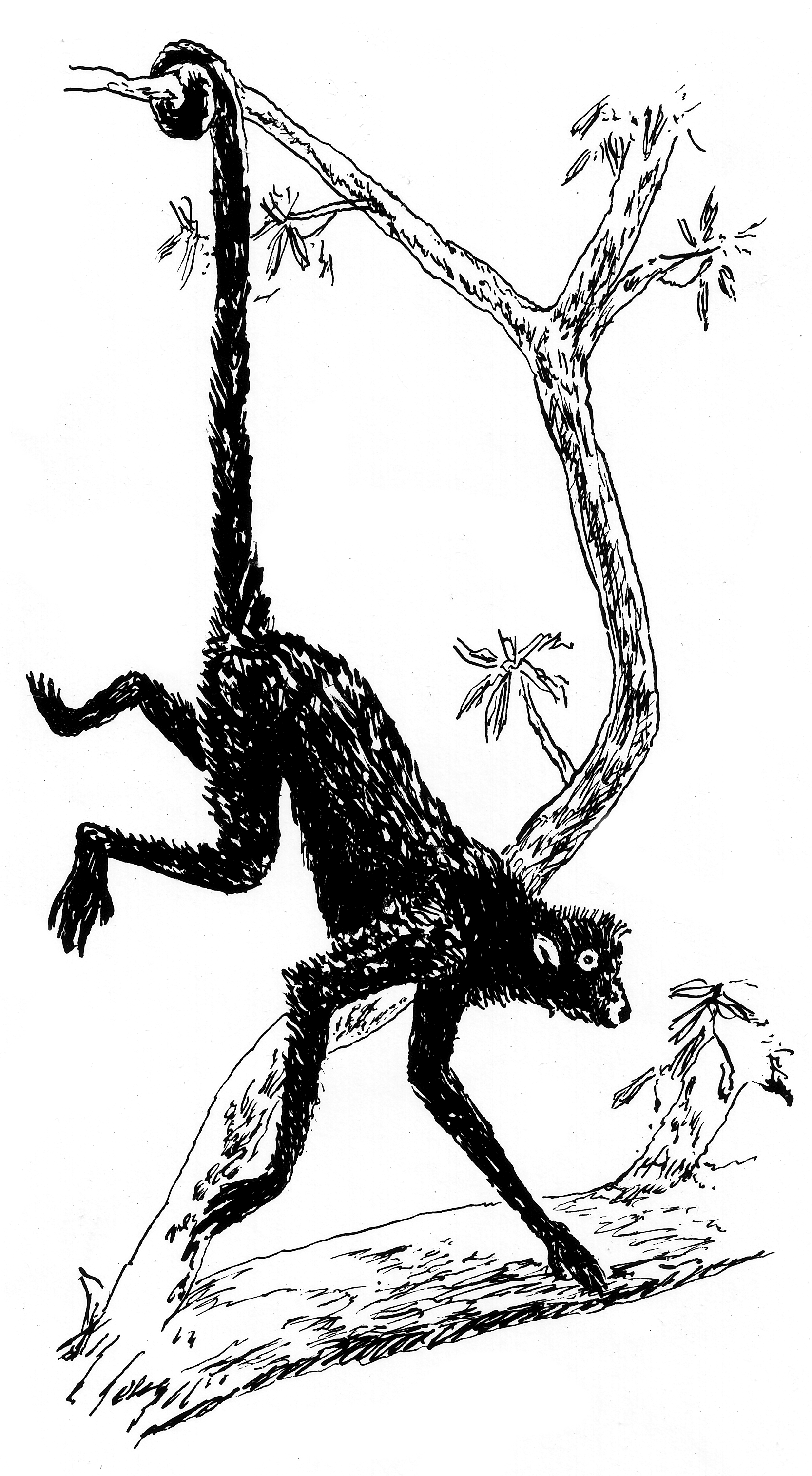
Una Cola prensil.

La prensilidad es la cualidad de un apéndice o un órgano que tiene una adaptación biológica para agarrar o sujetar. La palabra deriva del término Latín prehendere, que significa "agarrar."

## Ejemplos
Entre los apéndices que pueden convertirse en prensiles se incluyen:
- Pies prensiles han evolucionado muchas veces a lo largo de multitud de especies.
  - Las manos de los primates son todas prensiles en distinto grado.
  - Las garras de los gatos son también prensiles.
- Cola prensil – Muchos lagartos existentes y tienen colas prensiles (gekkos, camaleones, y una especie de escíncidos). Se ha interpretado que multitud de animales tuvieron que tener colas prensiles en el pasado por las evidencias de sus fósiles, entre ellos varios Drepanosauridae del Triásico tardío,[1] y posiblemente el sinápsido del Pérmico tardío Suminia.[2] También existen mamíferos que poseen esta característica, como el binturong.[3]
- Lengua – por ejemplo, la de los Giraffidae.
- Nariz – por ejemplo, la de los elefantes y los tapires .
- Labios – tales como el esturión de lago, el orangután, el caballo y el rinoceronte.
- Extremidad de cefalópodo – brazos como los de los cefalópodos.
- labio superior, como el que presenta el manatí del Caribe.

La prensilidad es una adaptación que ha permitido a las especies una gran ventaja natural en la manipulación de su entorno para la alimentación, la excavación, y la defensa. Esto permite a muchos animales, como los primates, usar herramientas con el fin de completar las tareas que de otro modo sería imposible sin la anatomía altamente especializada que poseen. Por ejemplo, los chimpancés tienen la capacidad de usar palillos para obtener termitas y larvas de una manera similar a la pesca humana. Sin embargo, no todos los órganos prensiles se aplican al uso de herramientas, la lengua de la jirafa, por ejemplo, se utiliza en la alimentación y en conductas de autolimpieza.